# The Bravado Brothers
Palmarès
1 fois champion par équipe de la FIP
The Bravado Brothers est une équipe de catch composée de Harlem Bravado et Lance Bravado. Le duo travaille actuellement pour la Full Impact Pro.

## Carrière

### Ring of Honor (2008–2013)
Lors de Final Battle (2011), ils perdent contre The Young Bucks dans un Gauntlet Tag Team Match qui comprenaient également Future Shock (Adam Cole et Kyle O'Reilly), C&C Wrestle Factory (Caprice Coleman et Cedric Alexander) et The All-Night Express (Kenny King et Rhett Titus).

### Full Impact Pro (2013–2016)
Lors de Declaration Of Independence, ils battent Dos Ben Dejos (Eddie Rios et Jay Cruz) et KOA (Aaron Epic et Sugar Dunkerton) et remportent les FIP Tag Team Championship.
Lors de In Full Force, ils perdent les titres contre Rich Swann et Roderick Strong.

### Dragon Gate USA / Evolve Wrestling (2013-2016)
Lors de Fearless 2013, ils battent The Young Bucks et remportent les Open The United Gate Championship.

## Palmarès
- Dragon Gate USA
  - 1 fois Open The United Gate Championship

- Full Impact Pro
  - 1 fois FIP Tag Team Championship

- Premiere Wrestling Xperience
  - 2 fois PWX Tag Team Championship

- WrestleForce
  - 2 fois WrestleForce Tag Team Championship